# Bitwa o Czernihów (2022)
Bitwa o Czernihów, znana również jako oblężenie Czernihowa, toczyła się między Siłami Zbrojnymi Ukrainy a wojskami Federacji Rosyjskiej się od 24 lutego 2022 roku, czyli pierwszego dnia inwazji Rosji na Ukrainę. Rosjanom początkowo udało się otoczyć dużą część miasta, jednak wojska ukraińskie przerwały oblężenie. 3 kwietnia armia rosyjska opuściła swoje pozycje i wycofała się na północ oraz na wschód kończąc okupację obwodu czernihowskiego. Według mera Władysława Atroszenki w bitwie o Czernihów zginęło około 700 ukraińskich żołnierzy i cywilów.

## Bitwa o miasto
25 lutego armia ukraińska ogłosiła, że odparła pierwszy atak najeźdźców na Czernihów oraz zajęła rosyjski sprzęt i dokumenty. Według strony ukraińskiej w nieudanym szturmie Rosjanie mieli stracić ponad 30 czołgów. Według brytyjskiego Ministerstwa Obrony siłom rosyjskim nie udało się zdobyć miasta i zdecydowały się obrać inną drogę do Kijowa, jednego z głównych celów inwazji, omijając Czernihów. W nocy z 24 na 25 lutego poinformowano, że kapitan i kapral z 11 Gwardyjskiej Samodzielnej Brygady Desantowo-Szturmowej, wchodzącej w skład rosyjskich oddziałów powietrznodesantowych, poddali się siłom ukraińskim w pobliżu Czernihowa. Tego samego dnia Ukraina poinformowała o kapitulacji plutonu rozpoznawczego z 74 Oddzielnej Brygady Strzelców Zmotoryzowanych.
25 lutego po południu Ministerstwo Obrony Federacji Rosyjskiej ogłosiło, że siły rosyjskie otoczyły Czernihów i rozpoczęły oblężenie miasta. 26 lutego siły ukraińskie stwierdziły, że odparły wojska rosyjskie, które próbowały dokonać szturmu na miasto. Według doniesień Ukraińcy zdobyli kilka rosyjskich czołgów. Następnego dnia ukraińscy urzędnicy ogłosili, że Rosjanie uszkodzili rakietami znaczną część centrum miasta, w tym zabytkowe kino, które zostało zniszczone. Siły rosyjskie stwierdziły później, że całkowicie otoczyły Czernihów.
3 marca w rosyjskim nalocie trafiono budynki mieszkalne i dwie szkoły, zabijając 47 osób. Był to największy pojedynczy atak na cele cywilne w czasie oblężenia Czernihowa. 5 marca na obrzeżach Czernihowa ukraińskie wojsko zestrzeliło rosyjski samolot wielozadaniowy Su-34 w pobliżu osiedla Masany, biorąc do niewoli dwóch pilotów.
6 marca rano około 141 miejscowości w obwodzie czernihowskim zostało pozbawionych prądu. W czasie kolejnych ataków Siły Powietrzne Federacji Rosyjskiej zrzuciły na budynki mieszkalne ciężkie bomby przeznaczone do niszczenia fortyfikacji. Do miasta dopuszczono pomoc humanitarną taką jak żywność, lekarstwa i inne zapasy.
10 marca mer Władysław Atroszenko powiedział, że siły rosyjskie domknęły oblężenie Czernihowa, dodając, że miasto zostało całkowicie odizolowane, a infrastruktura krytyczna dla jego 300 tysięcy mieszkańców szybko ulega awarii, ponieważ lokalna infrastruktura cywilna jest przedmiotem powtarzających się bombardowań. W dniach 11–13 marca Czernihów został mocno zbombardowany przez Rosjan, którzy zaatakowali stadion piłkarski im. Jurija Gagarina, kompleks hotelowy, akademik i budynek miejscowej politechniki.
15 marca szef Czernihowskiej Prokuratury Obwodowej Serhij Wasyłyna poinformował, że w mieście od początku inwazji w wyniku działań wojennych zginęło co najmniej 123 ukraińskich żołnierzy i 100 cywilów. 16 marca rano Rosjanie ostrzelali z wyrzutni rakietowych BM-21 Grad cywilów stojących w kolejce po chleb. W ataku zginęło co najmniej 18 osób, a 26 zostało rannych. Łącznie w rosyjskich atakach na Czernihów 16 marca zginęło 53 cywilów.
25 marca władze ukraińskie poinformowały, że siły rosyjskie odcięły Czernihów po zniszczeniu mostu na południe od miasta, natomiast próby całkowitego okrążenia miasta przez armię rosyjską nie powiodły się. 31 marca armia ukraińska odzyskała kontrolę nad trasą M01 łączącą Czernihów z Kijowem, definitywnie przerywając rosyjskie oblężenie. 1 kwietnia władze ukraińskie poinformowały, że siły rosyjskie rozpoczęły wycofywanie się z całego obwodu czernihowskiego.

## Skutki
Według słów mera Władysława Atroszenki z 8 kwietnia 2022 roku w bitwie o Czernihów zginęło około 700 ukraińskich żołnierzy i cywilów.
21 września 2022 roku czterech ukraińskich dowódców odpowiedzialnych za obronę miasta w czasie oblężenia – Wiktor Nikoluk, Łeonid Choda, Ołeksij Wysocki i Dmytro Bryżyński – otrzymało tytuły honorowych obywateli Czernihowa. Ponadto jeszcze w czasie trwania bitwy, 10 marca 2022 roku, Nikoluk i Choda otrzymali najwyższe tytuły Bohaterów Ukrainy z Orderem „Złotej Gwiazdy”.

## Galeria

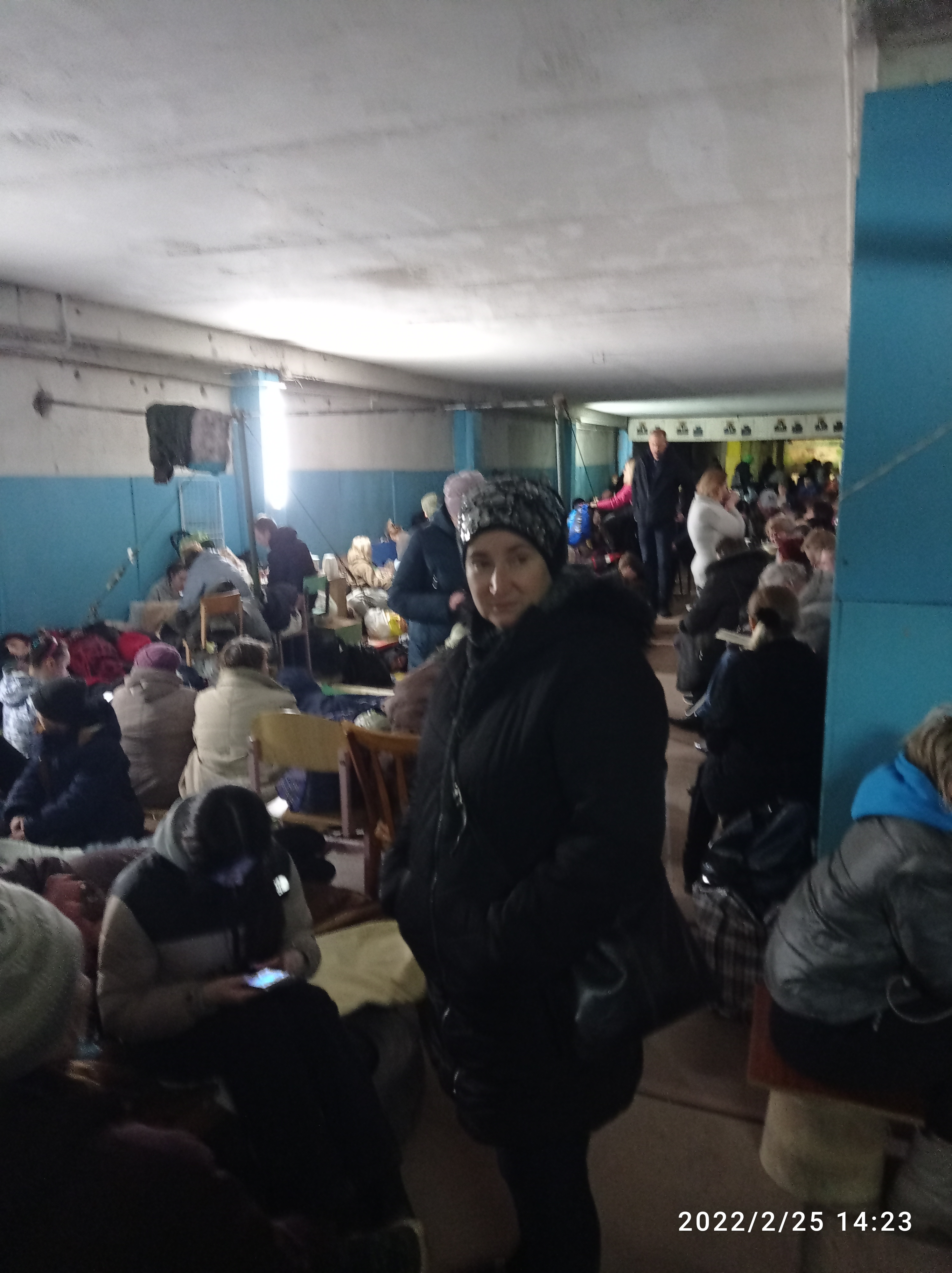
Schron w Czernihowie pierwszego dnia wojny
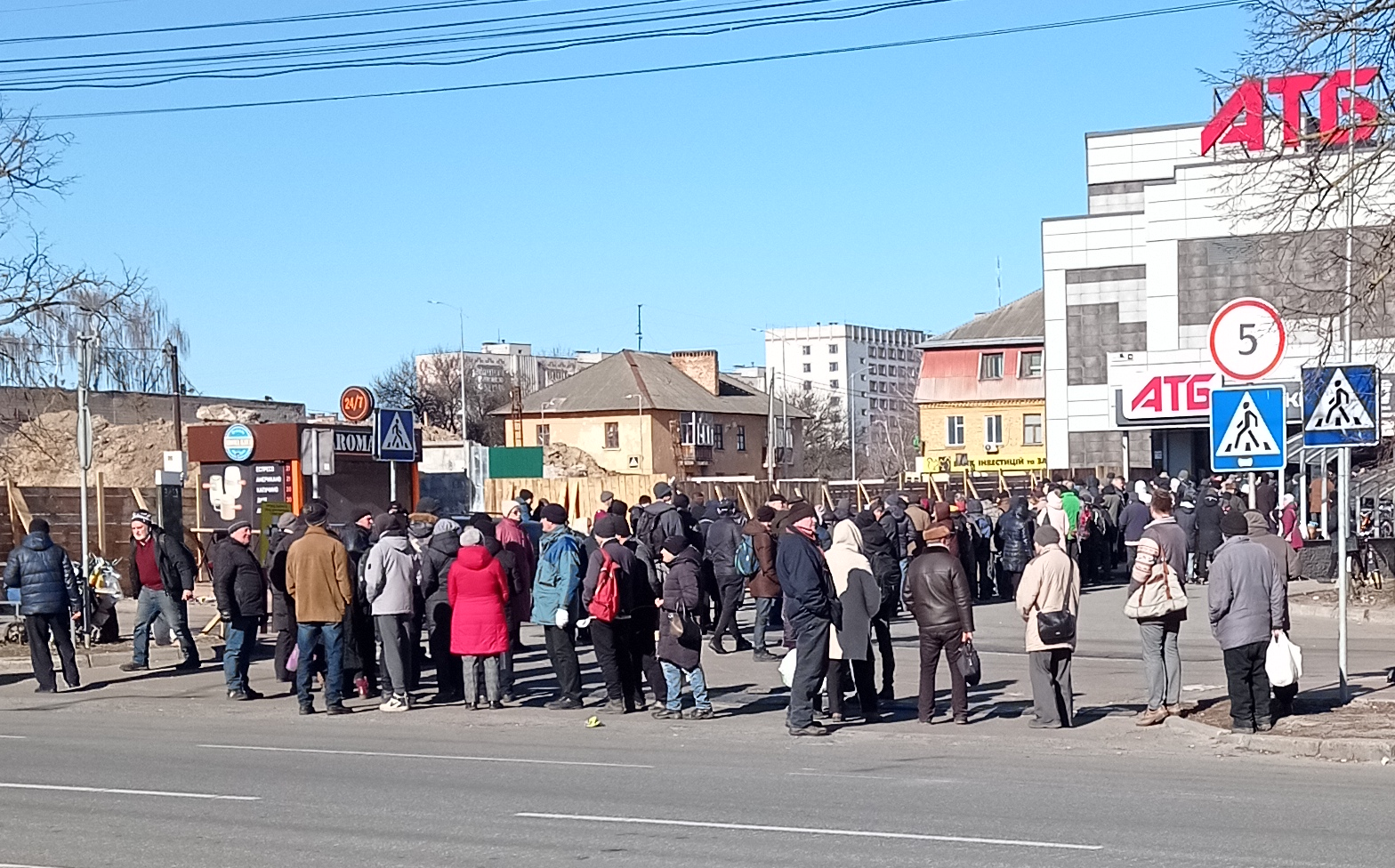
Kolejka do marketu ATB w czasie trwającego oblężenia miasta
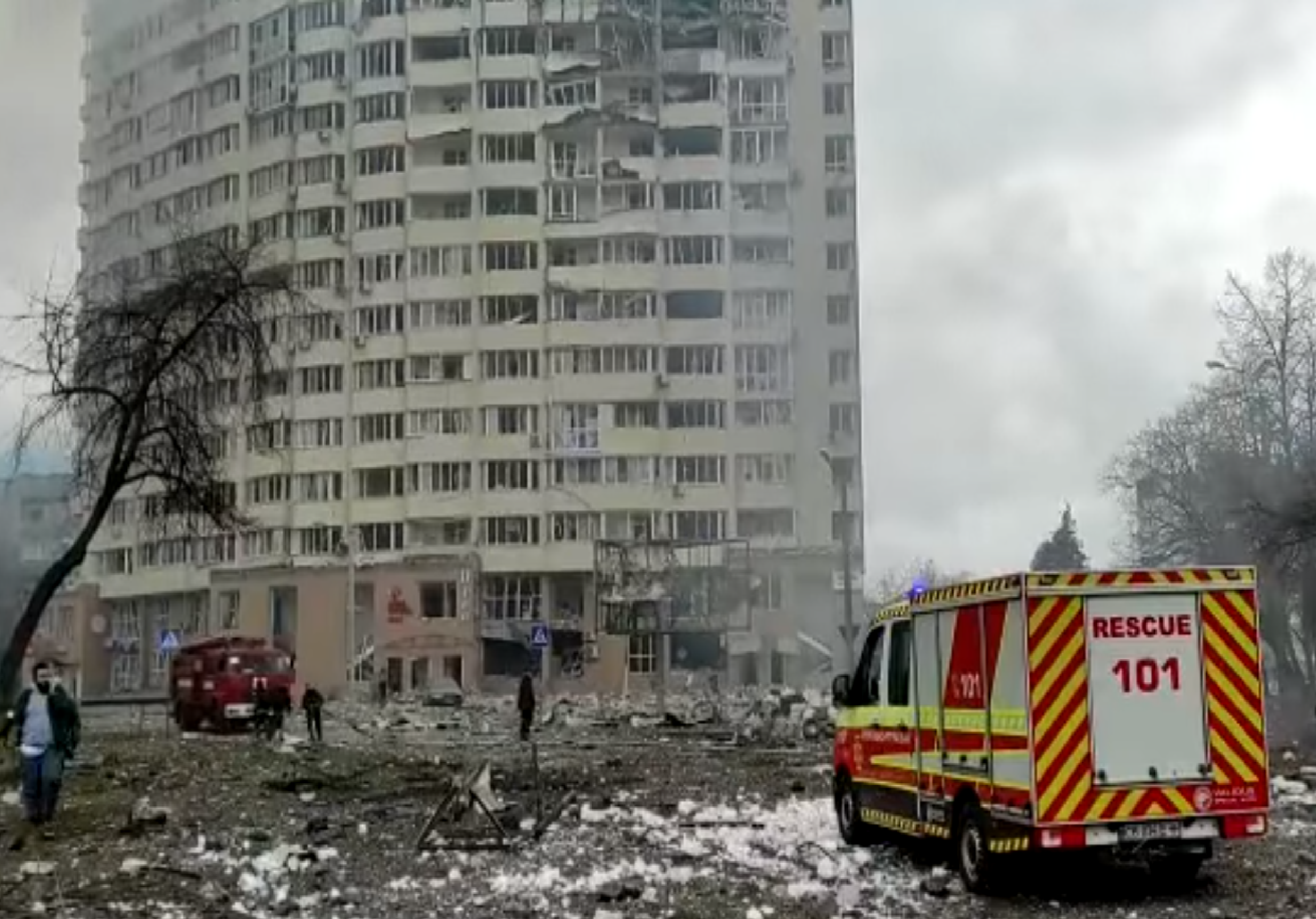
Centrum Czernihowa po ostrzale
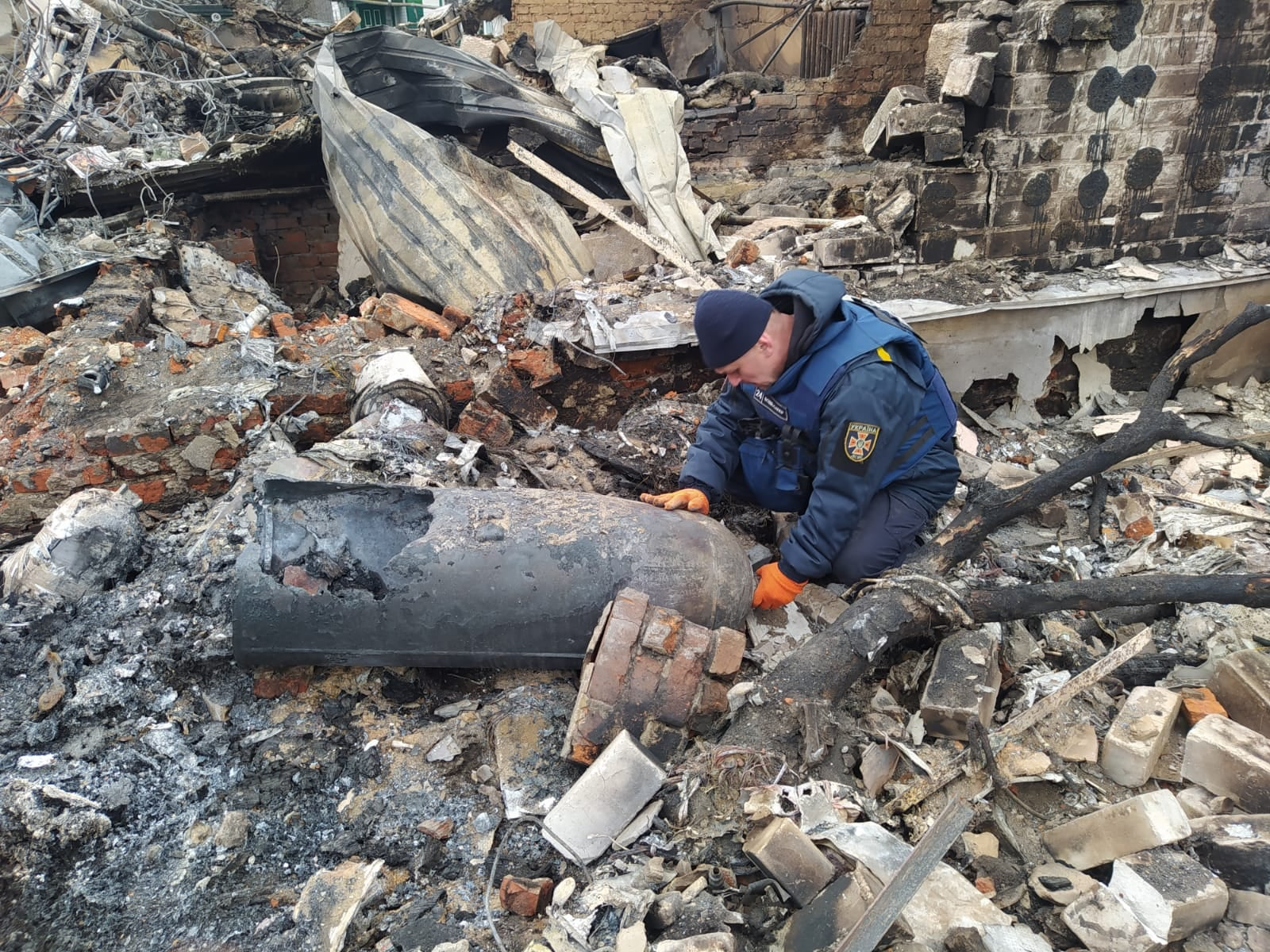
Pracownik Państwowej Służby Ukrainy ds. Sytuacji Nadzwyczajnych zabezpiecza rosyjski pocisk w czasie bitwy o Czernihów
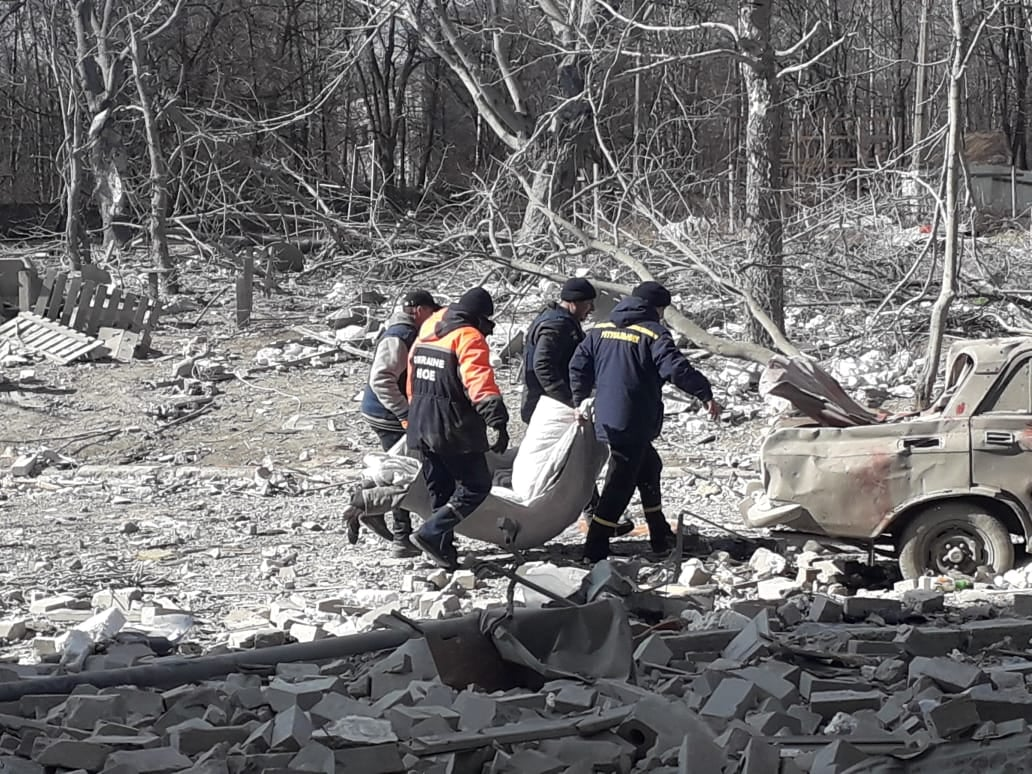
Pracownicy DSNS wynoszą ciało z akademika, w którym w wyniku rosyjskiego ostrzału zginęło 5 osób, w tym troje dzieci
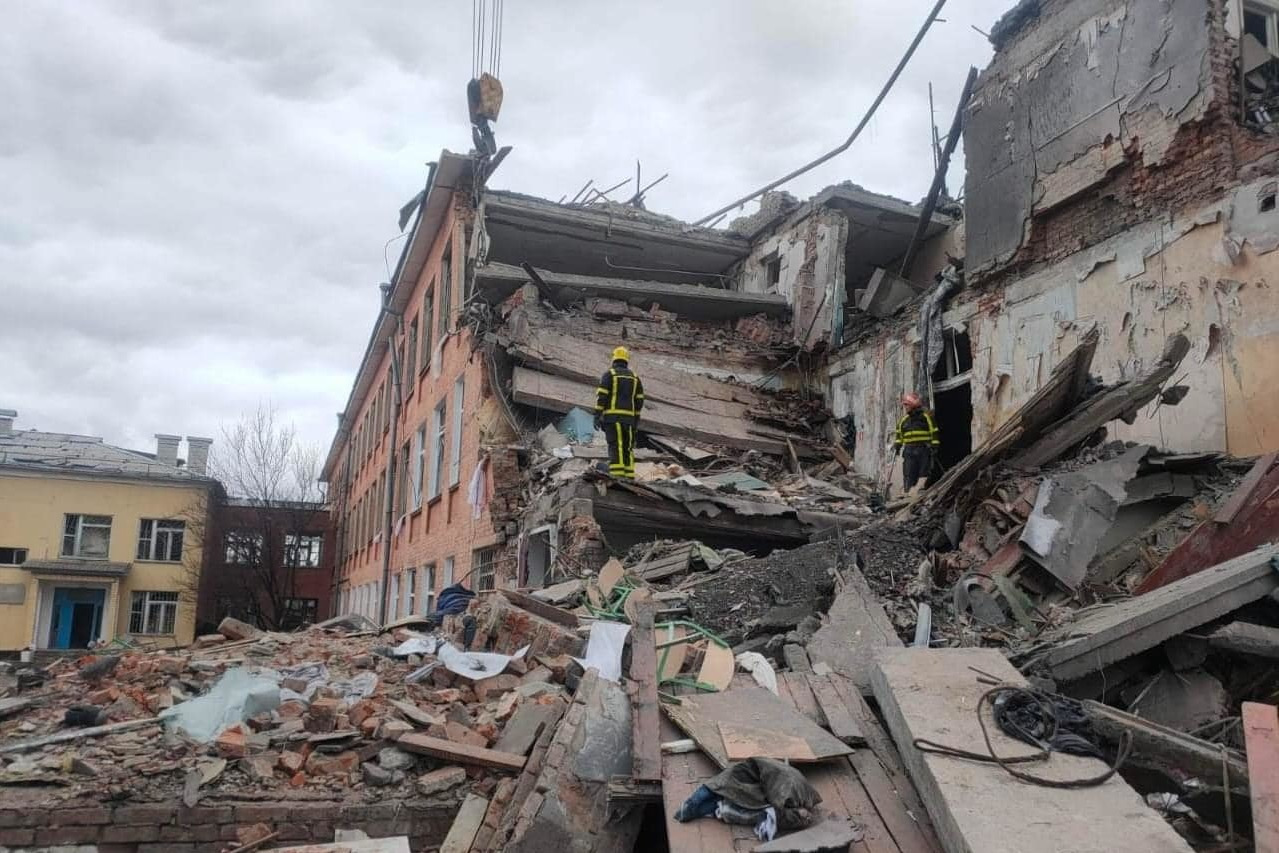
Szkoła nr 18 zniszczona w czasie oblężenia Czernihowa
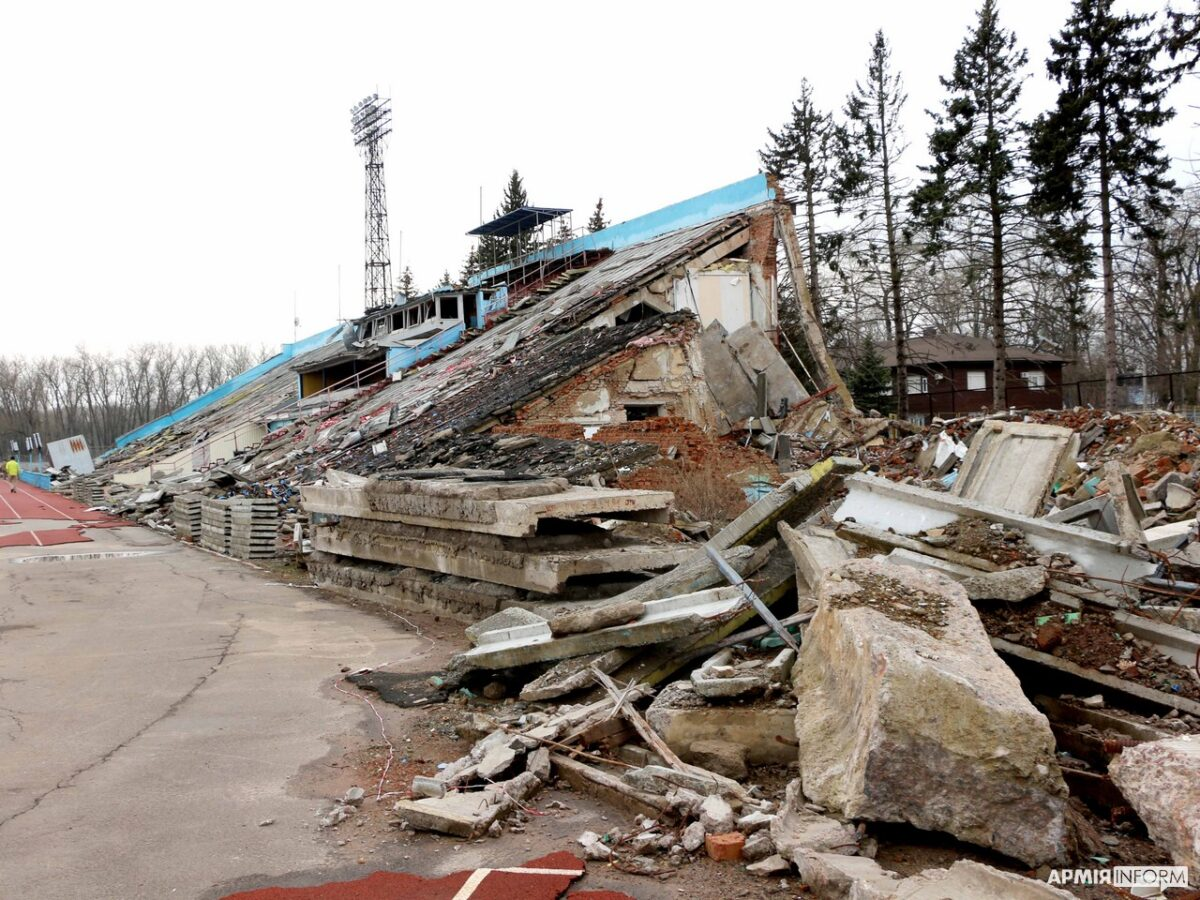
Zniszczony Stadion im. Jurija Gagarina w Czernihowie